# Gretna
Gretna — метеорит-хондрит масою 81700 грам.